# Disons, un soir à dîner
Pour plus de détails, voir Fiche technique et Distribution.
Disons, un soir à dîner (titre original : Metti, una sera a cena) est un film italien réalisé en 1969 par Giuseppe Patroni Griffi avec Florinda Bolkan, Tony Musante, Jean-Louis Trintignant, Annie Girardot.
La musique est signée de Ennio Morricone.
Le film était en compétition au festival de Cannes de 1969.

## Synopsis
Michele (Jean- Louis Trintignant) est un riche dramaturge bourgeois qui soupçonne une relation entre sa belle épouse, Nina (Florinda Bolkan), et son meilleur ami, Max (Tony Musante), un acteur bisexuel. Les deux ont une relation depuis diverses années, bien que Max reste éperdument amoureux de Michele. Alors que Nina est occupée avec Max, Michele entreprend une liaison avec une riche et solitaire femme célibataire (Annie Girardot). Les quatre se réunissent régulièrement pour le dîner à la maison de Michele et Nina où ils se livrent à des conversations amorales.

## Fiche technique
- Titre original : Metti, una sera a cena
- Titre français : Disons, un soir à dîner
- Réalisation : Giuseppe Patroni Griffi
- Scénario : Dario Argento, Carlo Carunchio, Giuseppe Patroni Griffi
- Décors : Giulio Coltellacci
- Costumes :
- Photographie : Tonino Delli Colli
- Montage : Franco Arcalli
- Musique : Ennio Morricone et Bruno Nicolai
- Producteurs : Marina Cicogna, Giovanni Bertolucci
- Sociétés de production : Red Films, San Marco Film
- Distribution : Euro International Film
- Pays d'origine : Italie,
- Langue : italien
- Format : Couleurs - 35 mm - 1,85:1 - Mono
- Genre : drame
- Durée : 125 minutes
- Dates de sortie :
  -  Italie : 1969
  -  France : 9 juillet 1970

## Distribution
- Jean-Louis Trintignant : Michel
- Lino Capolicchio : Ric
- Tony Musante : Max
- Florinda Bolkan : Nina
- Annie Girardot : Giovanna
- Silvia Monti : Actrice à la conférence de presse
- Milly